# Bombardement de Guernica
Le bombardement de Guernica (sous le nom de code opération Rügen) est une attaque aérienne réalisée sur la ville basque de Guernica le lundi 26 avril 1937 par 44 avions de la légion Condor allemande nazie et 13 avions de l'Aviation Légionnaire italienne fasciste, en appui du coup d'État nationaliste contre le gouvernement de la Seconde République espagnole.
Cet événement majeur et hautement symbolique de la guerre d'Espagne contribua à la médiatisation internationale du conflit, par l'intermédiaire d'une intense propagande, notamment au sujet du nombre de victimes et des responsables du massacre, aussi bien par les partisans des nationalistes que des républicains ; parmi ces derniers, le peintre espagnol Pablo Picasso a joué un rôle important avec son célèbre tableau Guernica représentant la population bombardée et exposé pour la première fois à l'Exposition internationale de Paris, du 12 juillet 1937 à la fin de l'année 1937.

## Contexte et objectifs du bombardement

### Contexte
Le bombardement de Guernica a lieu pendant la campagne de Biscaye.
Le bombardement de Durango avait eu lieu un mois auparavant. Avant cela, des villes avaient déjà été bombardées en Mésopotamie, en Libye ou en Éthiopie. Madrid est bombardée à partir de septembre 1936.

### Une ville chargée d'histoire
La ville de Guernica avait une valeur symbolique, l'autonomie juridique et fiscale était représentée par l'arbre de Guernica (un chêne multi-centenaire) où les rois de Castille allaient prêter serment de respecter les fors basques.

### Un objectif stratégique militaire
En raison de l'apparente faible valeur stratégique militaire que représentait la ville et de l'énorme disproportion entre les capacités de riposte des défenseurs et la violence de l'attaque, ce bombardement a souvent été considéré comme un des premiers raids de l'histoire de l'aviation militaire moderne sur une population civile sans défense, et dénoncé pour cela comme un acte terroriste, bien que la capitale (Madrid) ait été déjà bombardée auparavant à de nombreuses reprises.
Cependant, d'après certains historiens, Guernica aurait été un objectif militaire de première importance. Il faut souligner que la fabrique d'armes Astra Unceta y Cia qui avait fabriqué entre autres le célèbre pistolet Ruby se situait et se situe toujours à Guernica. Les bâtiments subsistent encore malgré l'arrêt de la production en 1997.

### Un objectif tactique
La veille du bombardement, des combattants de l'Eusko Gudarostea traversent Guernica en fuyant en direction de Bilbao dans le but d'organiser une nouvelle ligne de défense. Wolfram von Richthofen propose de bombarder un pont au nord de la ville pour leur couper la route.

### Un essai technique
Le bombardement de Guernica est célèbre pour avoir été le premier tapis de bombes et le premier bombardement alternant bombes explosives et incendiaires.
Comme pour les autres interventions de la Luftwaffe pendant la guerre d'Espagne, un des objectifs avoués des dirigeants nazis était de tester les nouveaux matériels de guerre allemands avant de lancer de plus amples offensives en Europe.

## Le bombardement: déroulement des opérations

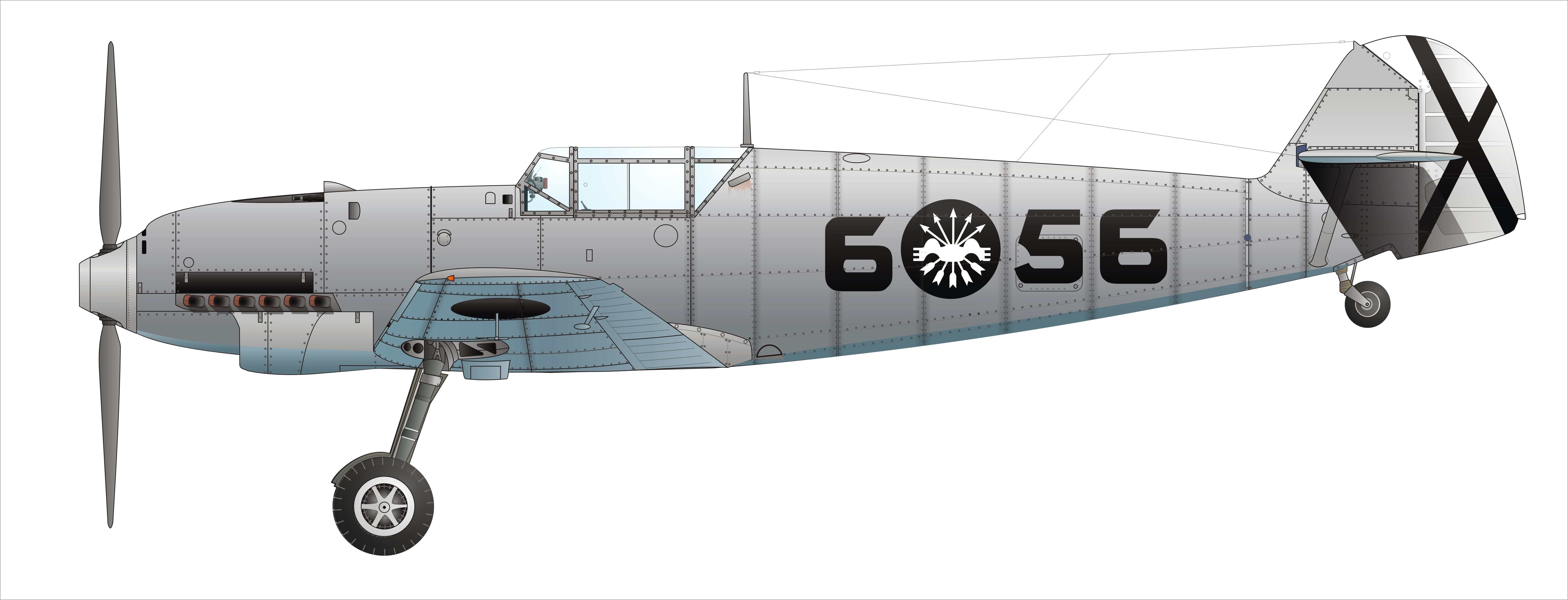
Messerschmitt Bf 109 C-1 du Jagdgruppe 88 de la Légion Condor qui participa le 26 avril 1937 au bombardement de Guernica.

Le lundi 26 avril 1937, jour de marché, quatre escadrilles de Junkers Ju 52 de la Légion Condor allemande ainsi que l'escadrille VB 88 de bombardement expérimental (composée de Heinkel He 111 et de Dornier Do 17), accompagnées par des bombardiers italiens (Savoia-Marchetti SM.79) de l'Aviazione Legionaria et escortées par des avions de chasse allemands (Messerschmitt Bf 109), procèdent au bombardement de la ville afin de tester leurs nouvelles armes. 
L'attaque commence à 17 h 30 à la mitrailleuse, aux bombes explosives et enfin aux bombes incendiaires. Après avoir lâché environ 60 tonnes de bombes incendiaires, les derniers avions quittent le ciel de Guernica vers 20 h soit 2h30 de bombardement . À ce moment, 1/5 de la ville était en flammes, et l'aide des pompiers de Bilbao (3 h après le bombardement) s'avérant inefficace, le feu se propagea à environ 70 % des habitations.

## Les victimes: un bilan controversé

### Le bilan officiel
Le nombre officiel de victimes, toujours maintenu depuis par le gouvernement basque, fait état de 1 654 morts et de plus de 800 blessés. Il s'accorde avec le témoignage du journaliste britannique George Steer, correspondant à l'époque du Times, qui avait estimé qu'entre 800 et 3 000 des 7 000 habitants de Guernica périrent.

### La révision du bilan
D'après la BBC (média britannique), l'historiographie récente parle plutôt de 200 à 250 morts et de plusieurs centaines de blessés. Dans España en llamas. La Guerra Civil desde el aire (2003), Josep Maria Solé y Sabaté et Joan Villarroya estiment le nombre de morts à 300. Raúl Arias Ramos, dans son ouvrage La Legión Cóndor en la Guerra Civil (2003) l'estime à 250. Enfin, une étude réalisée en 2008 par deux historiens de l'association Gernikazarra, Vicente del Palacio y José Ángel Etxaniz, donne un bilan de 126 morts.
L'association historique locale Gernikazarra Historia Taldea a évalué, dans son livre Sustrai erreak 2 publié en 2011, que le nombre de victimes établies, selon son étude des registres d'état-civil, est de 153 morts. Cette évaluation a été citée par les historiens Stanley Payne et Paul Preston. Ce dernier précise que les franquistes ont essayé d'éliminer les traces du bombardement et n'ont pas essayé de tenir un registre précis du nombre de corps, et que les études de l'historien Xabier Irujo (directeur du centre d'études basques de l'université du Nevada) confirment que l'évaluation officielle (1654 morts) du gouvernement basque est correcte, si elle n'est pas sous-évaluée.

#### Selon les archives russes
Les archives russes par le biais de l'historien Sergueï Abrossov, mentionnent 800 morts en date du 1er mai 1937. Il s'agit d'une évaluation incomplète qui ne prend en compte ni les personnes retrouvées ultérieurement sous les décombres, ni celles décédées plus tard de leurs blessures.
- Il convient de rappeler que les soviétiques étaient les seuls au monde à entretenir à l'époque une force aérienne stratégique composée essentiellement de bombardiers lourds Tupolev TB-1, R-6 et TB-3 dont l'état était bon mais qui devenaient obsolescents. L'ensemble leur coûtait fort cher, d'autant plus que leur remplacement par le Tupolev ANT-42 était prévu : la validité de la doctrine de Giulio Douhet était donc sans cesse discutée au sein des états-majors. Par conséquent, l'intérêt des conseillers militaires soviétiques présents en Espagne était la récolte de données fiables et à usage interne quant aux effets dévastateurs de ce bombardement « de masse » grandeur nature, non pas à des fins de polémique ;

- Ces archives révèlent en outre, des mitraillages des réfugiés de Guernica par les avions de chasse à l'extérieur des limites de la ville. Ce qui traduirait non pas une maladresse, mais un acharnement, pour parachever l'effet de panique ;

- Le trimoteur Ju-52 était pour l'époque un bombardier lourd, qui avait une grosse capacité d'emport dépassant 1 500 kg de bombes. Le Breguet XIX, en service chez les républicains sur le front nord, n'en pouvait emporter que 400 kg.

## Les réactions
Ce bombardement a marqué les esprits non seulement à cause de l'ampleur du massacre mais aussi et surtout à cause de la valeur terroriste qui lui a été attribuée, du fait de l'apparente faible valeur stratégique militaire que représentait la ville et de l'énorme disproportion entre les capacités de riposte des défenseurs et la violence de l'attaque. S'il a longtemps été considéré comme le premier raid de l'histoire de l'aviation militaire moderne sur une population civile sans défense, alors que la Légion Condor avait en fait déjà commencé en février 1937 à bombarder des civils, c'est aussi parce que la valeur symbolique de la ville renforça le sentiment qu'il s'agissait d'un acte terroriste exemplaire de la répression des antifranquistes.
Le 24 avril, selon l'O.D.B. établi par le conseiller Arjénoukhine, l'aviation républicaine du front nord n'alignait plus que trois Polikarpov I-15, deux Létov, quatre Breguet, trois Gourdou et un Koolhoven. Seuls les trois Polikarpov I-15 pouvaient avoir une quelconque valeur militaire, mais ils étaient engagés sans interruption depuis novembre 1936 et les machines étaient tout aussi épuisées que leurs pilotes russes. De plus le groupement leur faisant face alignait bien plus de cent avions modernes. Au 7 mai 1937, le commandement républicain, malgré une situation difficile en Espagne centrale (l'aviation républicaine y combattait déjà à un contre trois), se décida tout de même à transférer neuf I-15 et six R-Zet par Toulouse, vers Santander. Ces machines y seront d'ailleurs immobilisées par le Comité de non-intervention puis renvoyées désarmées en Aragon.

### Dans l'art et la culture
Pablo Picasso a peint l'horreur de cet événement dans le tableau Guernica. Cette commande du gouvernement espagnol pour son pavillon de l'exposition universelle en 1937 à Paris est devenue une des œuvres les plus célèbres de Picasso.
Le sculpteur français René Iché a réalisé Guernica à la suite du bombardement.
Le bombardement tient une place importante dans le film L'Arbre de Guernica de Fernando Arrabal.
Le film Gernika est sorti en 2016 et a pour thème le bombardement de la ville.

### L'attribution de la responsabilité du bombardement

#### L'accusation des républicains par Franco
Franco, sous la pression internationale faisant suite aux révélations du Times, affirme, en s'appuyant sur la Dépêche Havas de Guernica, que la Luftwaffe n'aurait pu voler le 26 avril pour des raisons climatiques, et que la destruction de Guernica est due aux Basques républicains qui auraient incendié et dynamité la ville dans leur fuite. Ce mensonge du futur Caudillo fut plus tard reconnu unanimement.
En 2004, sur demande expresse d'un député basque, le gouvernement espagnol a même reconnu officiellement la responsabilité du gouvernement de l'époque.

#### L'accusation des nazis par les franquistes
Une interprétation différente et plus tardive, émanant de Carlos Rojas et surtout de Ricardo de la Cierva, ne nie pas le bombardement, mais en fait porter l'entière responsabilité au régime nazi :
- Selon son journal personnel, le général allemand Wolfram von Richthofen, chef d'état-major de la Légion Condor, aurait décidé seul le bombardement de Guernica, sans l'aval de Franco. Le général Emilio Mola avait d'ailleurs émis des consignes strictes à la Luftwaffe, interdisant les bombardements, a fortiori sur les civils. Certains articles de presse de l'époque publiés à Bilbao et certains témoignages semblent accréditer cette thèse ;

- Même si cela ne prouve pas que les dirigeants franquistes n'étaient pas impliqués dans l'organisation de ce massacre, l'intérêt que portaient les nazis à ce type d'action a été mis en exergue par l'historien de l'Espagne Bartolomé Bennassar : il cite dans une synthèse récente sur la guerre civile que lors des « conférences » que donna Hermann Göring, aux Américains qui l'avaient capturé à la veille de l'effondrement du régime nazi en 1945, le maître de la Luftwaffe affirmait que le bombardement de Guernica constituait le seul moyen de tester en conditions réelles les matériels allemands et la tactique utilisée. D'un point de vue stratégique, la Luftwaffe expérimentait donc à Guernica deux nouvelles méthodes de bombardement, le tapis de bombes et le bombardement en piqué, qui seront plus tard utilisées pour le Blitz sur Londres. Cette thése est confirmée par Antony Beevor : « Il semble que, pour certaines raisons, le Gefechtbericht (rapport d'opérations) de la légion Condor pour cette journée a disparu »[22]. Cet auteur renforce donc la thèse d'une « expérience majeure visant à évaluer les effets de la terreur aérienne » citant Gordon Thomas et Max Morgan Witts ainsi que plusieurs autres auteurs.

#### L'erreur accidentelle invoquée par un pilote allemand
Adolf Galland, pilote de la Légion Condor arrivé en Espagne le 8 mai 1937, a déclaré en 1953 que la ville avait été bombardée par les avions allemands, mais « par erreur ». Selon Galland, la Légion Condor avait été chargée de détruire le pont Rentería, utilisé par les Républicains, mais comme la visibilité était mauvaise et les équipages sans expérience, l'objectif fut manqué et la ville bombardée par erreur.
Cependant, comme l'a fait remarquer l’historien Southworth, « les bombes incendiaires n'ont pas été chargées par erreur » dans les avions, et l'objectif réel du bombardement était par conséquent, de toute évidence, la ville de Guernica et non le pont.

## Postérité et mémoire
En 1997, le président fédéral allemand Roman Herzog reconnaît officiellement « l’implication coupable de pilotes allemands ».
En 2022, le président ukrainien Volodymyr Zelensky compare les bombardements lors de l'invasion de l'Ukraine par la Russie à celui de Guernica devant la chambre des députés espagnole.